# Хурма звичайна
Хурма звичайна, хурма кавказька або хурма лотосовидна (Diospyros lotus) — вид багаторічних дерев роду хурма родини ебенові. Інші назви — «лилова хурма», «лотосова хурма», «летус», «лотусь», «лох».

## Опис

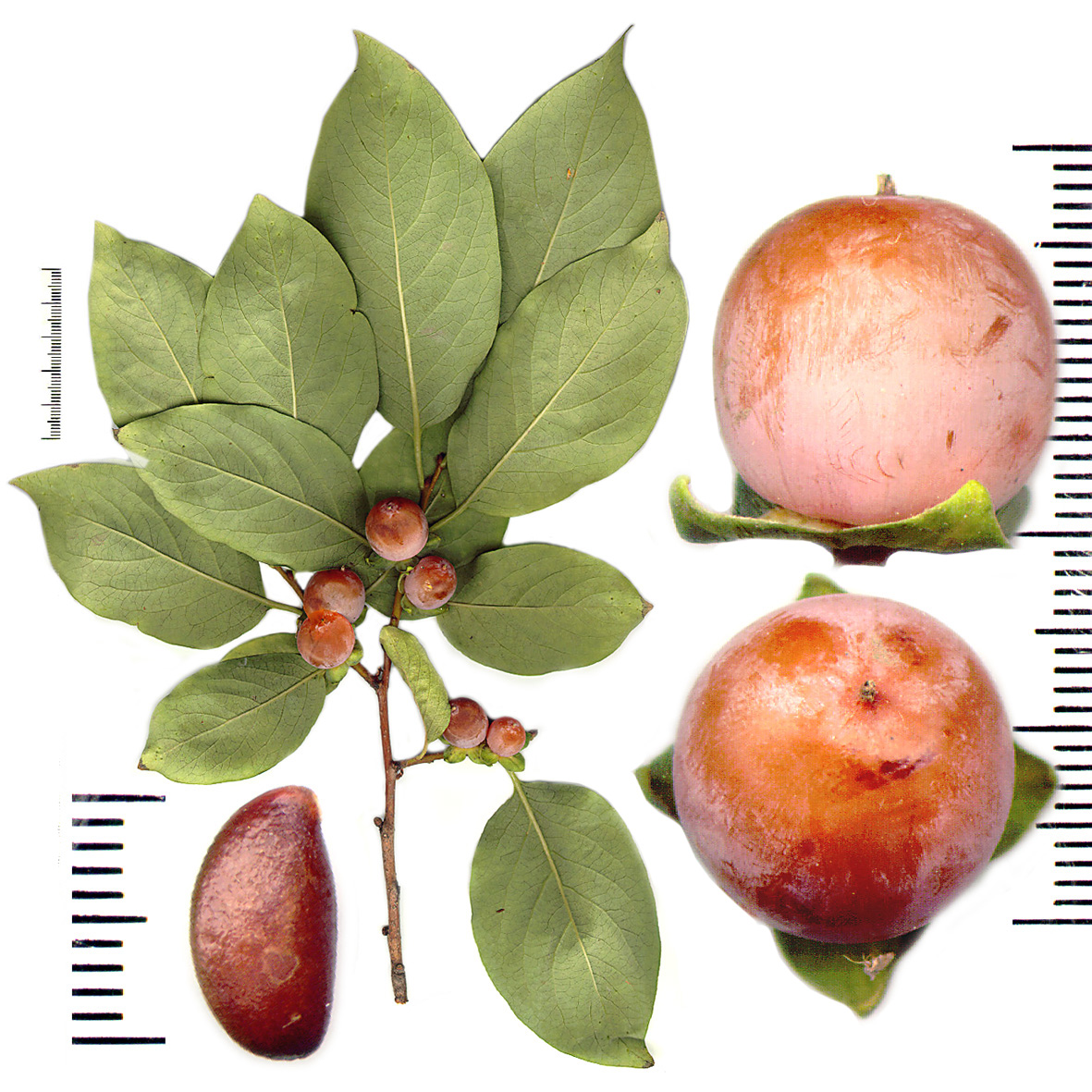
Листя, плоди і насіння

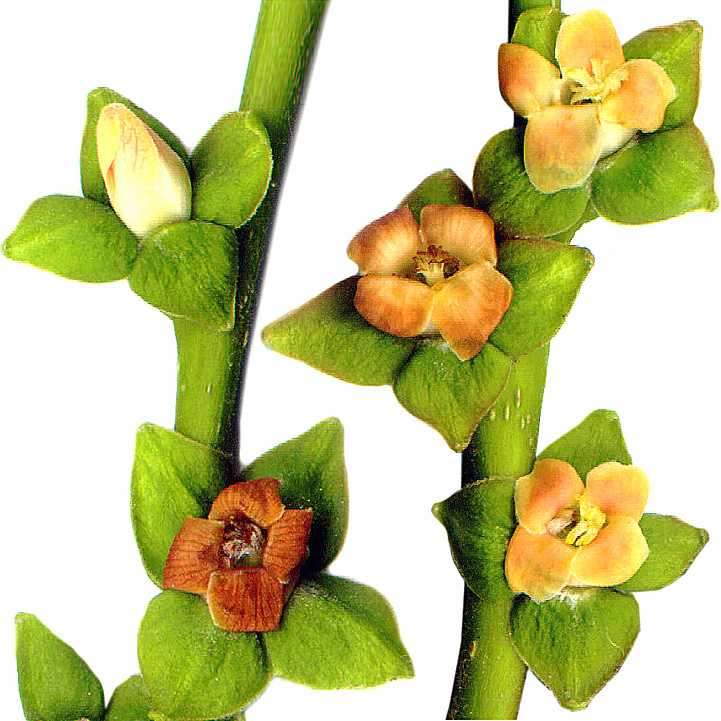
Жіночі квіти

Зазвичай виростає до 30 м у висоту, діаметр стовбура — 45 см. Це дводомна, рідше однодомна рослина. Чоловічі дерева більш дрібні, гіллясті, з великими гілками. У жіночих екземплярів кроні, на рідкісна, гілки товщі, міцніше, більш пружні. Доволі розвинене коренева система.
Листя шкірясті, овальної форми, чергові, 5-14 см завдовжки і 2-6 см завширшки, із загостреною верхівкою, спочатку з обох боків опушені, потім лише знизу по жилах. Квітки пазухові, одностатеві, на коротких квітконіжках; тичинкові, розташовані по 2-5 в напівзонтиках, маточкові — поодинокі. Чашечка 4-5-лопатева. Жіночі квітки поодинокі, 0,9-1,4 см завдовжки; чоловічі — 0,2-0,3 см завдовжки.
Плоди 0,8-1,6 см діаметром, ягодоподібні з соковитим м'якушем, жовті при дозріванні 1-2 см діаметром. Насіння з тонкою шкіркою, їх кількість іноді досягає від 4 до 10 штук, що складають 40 % ваги плоду.
Листя темно-зеленого кольору. Віночок квітки буро-червоного або брудно-рожевого кольору. Плід — м'ясистого янтарно-жовтого забарвлення, при дозріванні — темно-бурого кольору.
В плодах становить 61 % вітаміну С, багаті на пектини, таніни, каротин, моносахариди, дисахариди, яблучну кислоту (0,5 %), дубильні речовини, вітамін А, натрій, калій, кальцій, магній, фосфор, йод, залізо. У листі виявлені вітамін С, п-кумарова кислота, дубильні речовини, мірицетин, кверцетин, кемпферол, лейкоціанідин, лейкодельфінідін, хинон.

## Культивація
Зустрічається у широколистяних лісах, на узліссях, по скелястих долинах, в ущелинах поблизу джерел, на вологих глибоких і багатих ґрунтах в змішаних, захищених від холодних вітрів лісах до висоті 1500—2000 м над рівнем моря. Дерево і плоди зимостійкі — витримують до — 25 °C. Зацвітає в травні, плодоносить і дозріває в жовтні-листопаді. З дерева можна зібрати до 200 кг плодів.
Насадження утворює зрідка чисті, але частіше разом з кленом, волоським горіхом, каштаном, аличею, іргой і шовковицею.

## Властивості
Корисні властивості мають плоди, кора гілок і листя. Калорійність даного виду — 53 ккал на 100 грамів свіжої ягоди. Останні зміцнюють імунітет людини, допомагають протистояти вірусним і запальним процесам в організмі. Сік з цього продукту — прекрасний напій при авітамінозах, після виснажливих хвороб. Плоди застосовуються як відхаркувальний засіб при катарах верхніх дихальних шляхів, бронхітах в комплексі з іншими лікарськими засобами. Також загоює допомагає при лікуванні виразок, наривів, відкритих ран.
Допомагає регулювати діяльність шлунково-кишкового тракту, її використовують при недокрів'ї, сприяє зростанню і розвитку організму, забезпечення нормальної функції епітелію слизових і шкірних покривів, підвищує опірність організму до інфекцій.
Багатство хурми Кавказької полягає в утриманні.
З особливою обережністю потрібно вживати людям з ерозивним гастритом, з виразкою шлунка, після операцій на органах кишечника і шлунка, що страждають закрепом, залежним від інсуліну.

## Використання
З її плодів готують сиропи, вина, горілку, настоянки. М'ясистий сік свіжих плодів використовується в кулінарії для виготовлення соусів або заправок, бекмес (фруктовий мед). У перетертім вигляді плоди додаються до борошна при випічці особливих солодких хлібів.
Сік зі свіжих плодів готують шляхом вичавлювання з додаванням невеликої кількості етилового спирту. З цього соку шляхом випарювання отримують згущений сік (хурма-дошаб).
Насіння служать сировиною для отримання активованого вугілля і приготування сурогату кави.

## Підвиди
- Diospyros lotus lotus
- Diospyros lotus mollisimma

## Поширення
Зустрічається в північній Індії, Китаї, Кореї, Туреччині, Ірані, Пакистані, Середній Азії, на Кавказі. Інтродукована в різних країнах, в тому числі на узбережжі Криму (Україна).